# 哈默爾河
52°06′33″N 9°20′59″E / 52.1091°N 9.3498°E

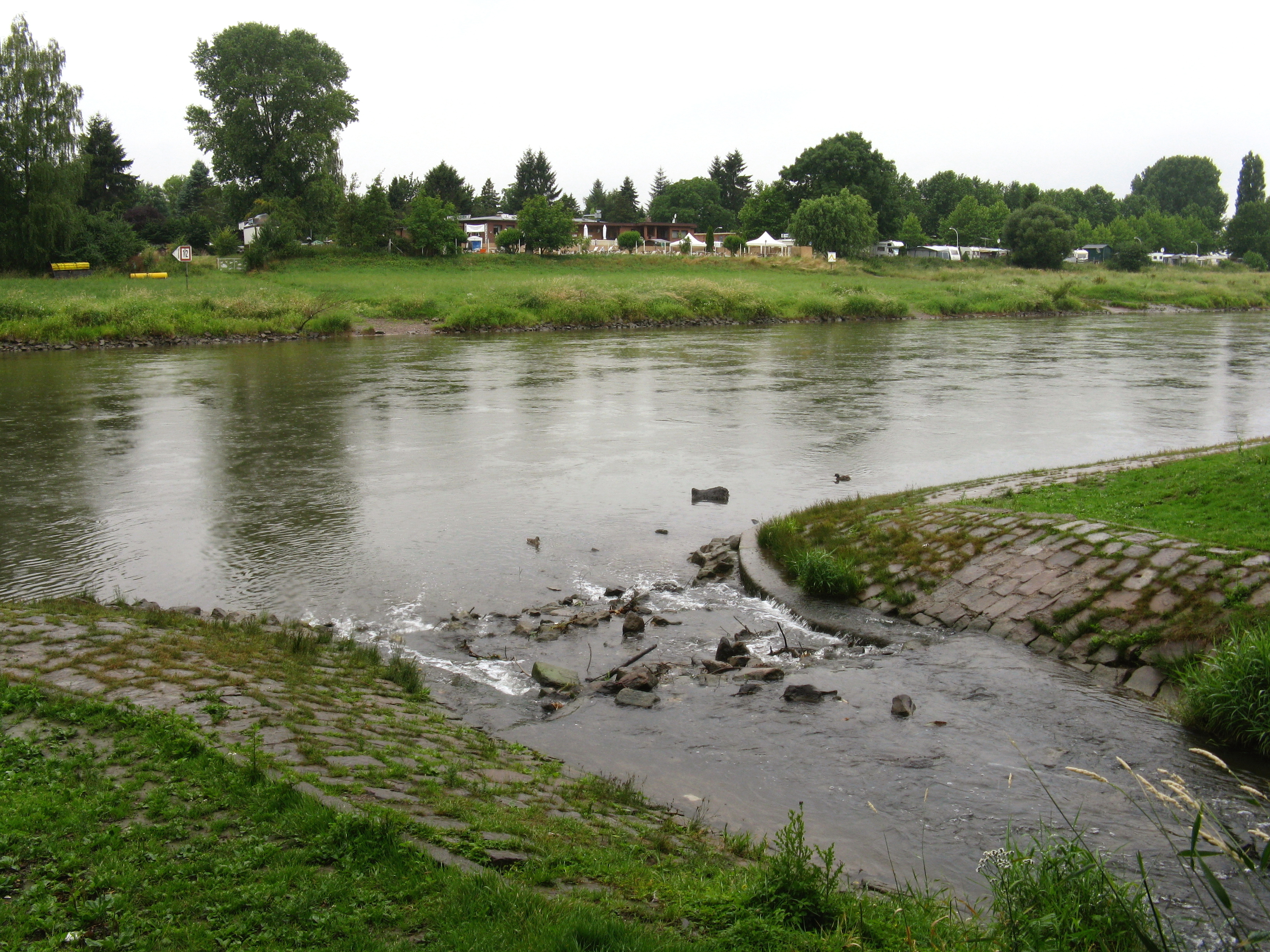
哈默爾河

哈默爾河（德語：Hamel），是德國的河流，位於該國西北部，由下薩克森州負責管轄，屬於埃爾瑟河的支流，河道全長26.6公里，流域面積208平方公里，河口處在哈默爾恩。